# Imre Zachár
Imre Emil János Zachár (* 11. Mai 1890 in Budapest, Königreich Ungarn; † 7. April 1954 ebenda) war ein ungarischer Schwimmer und Wasserballspieler.

## Karriere
Zachár nahm 1908 an den Olympischen Spielen in London teil. Im Wettbewerb über 400 m Freistil erreichte er das Halbfinale. Mit der ungarischen Staffel über 4 × 200 m Freistil errang er die Silbermedaille. Vier Jahre später war er ein weiteres Mal Teilnehmer an Olympischen Spielen. In Stockholm erreichte er mit der Staffel über 4 × 200 m Freistil zunächst als drittschnellste Mannschaft das Finale, trat dann hier aber nicht an. Für die Individualdisziplinen 400 m und 1500 m Freistil war der Sportler ebenfalls gemeldet, trat aber jeweils nicht an. Im Wasserballwettbewerb erreichte er mit der ungarischen Nationalmannschaft den fünften Rang.
Auf nationaler Ebene gewann Zachár zwischen 1907 und 1910 drei Meistertitel im Schwimmsport. 1914 beendete er seine aktive Laufbahn als Sportler.
Danach arbeitete er als Bankangestellter bei der Ungarischen Hypotheken- und Kreditbank (Magyar Jelzálog Hitelbank), wurde Anfang der 1920er Jahre Abteilungsleiter, 1934 stellvertretender Direktor und 1940 Direktor dieser Bank. Darüber hinaus hatte er einen Sitz in den Aufsichtsräten mehrerer Aktiengesellschaften. Im Mai 1951 wurde er von der kommunistischen Regierung unter Mátyás Rákosi als politisch unzuverlässig und gefährlich eingestuft. Daraufhin wurde seine Wohnung beschlagnahmt, seine Rentenzahlung gestrichen und er zwangsweise von Budapest nach Jászkisér umgesiedelt. Im Herbst 1953 konnte er von Jászkisér nach Őrbottyán zu seinem Schwager ziehen. Im April 1954 starb er aufgrund von Herzversagen im Krankenhaus in der Fiumei út in Budapest.